# أكيو نو تاو أودوري
أكيو نو تاو أودوري Akiu no taue odori (秋保の田植踊)هي رقصة تقليدية لزراعة الأرز في أكيو، وهي الآن جزء من سينداي، محافظة مياجي، اليابان. تؤدى هذه الرقصة منذ القرن السابع عشر، حيث تؤدي عشر راقصات برفقة رجلين أو أربعة ذكور مجموعة من ستة إلى عشرة رقصات على صوت الفلوت والطبول والأجراس. وفي عام 1970، اتخذت إجراءات لتوثيق الرقصة، وفي عام 1976 صنفت ضمن الممتلكات الثقافية الشعبية غير المادية المهمة. عام 2009، أدرجت أكيو نو تاو أودوري في القائمة التمثيلية لليونسكو للتراث الثقافي غير المادي للبشرية.

## أنظر أيضا
- الرقص التقليدي الياباني
- ماتسوري
- أوكو نوتو نو إينوكوتو